# Peter Burtz
Peter Burtz (* 30. April 1965 in Bochum) ist ein deutscher Musikproduzent, Autor und Journalist.

## Leben
Anfang der 1980er Jahre war Peter Burtz Sänger der Heavy-Metal-Formation Steeler, mit der er vier Alben veröffentlichte. Gleichzeitig gehörte er 1984 zum Gründungsteam des Hardrock-Fachmagazins Metal Hammer, das er von 1989 bis Ende 1991 als Chefredakteur leitete.
1992 wechselte er als A&R-Direktor zur EMI Electrola und nahm Künstler wie Guildo Horn, Fury in the Slaughterhouse oder Paradise Lost unter Vertrag. Ab 1995 leitete er das EMI-Unterlabel spin records, das in Deutschland Künstler wie die Beastie Boys, Foo Fighters oder Helge Schneider vermarktete.
1997 wurde Burtz zum Managing Director EMI Germany. 1999 verließ Burtz die EMI und produzierte mit dem Stimmparodisten Elmar Brandt die Gerd-Show, ein bundesweit ausgestrahltes Radio-Comedyformat, das noch im selben Jahr mit dem deutschen Comedypreis ausgezeichnet wurde. Nach der Abwahl Schröders 2005 initiierte er die Rundfunkserie Supermerkel, die auf den Sendeplätzen der Gerd-Show ausgestrahlt wird. Das Duo Brandt/Burtz produzierte zahlreiche Top-20-Hits mit dem singenden Kanzler; bekanntester ist wohl der Steuersong aus dem Jahr 2002, der sich in Deutschland millionenfach verkaufte und 18 Wochen auf Platz 1 der Media Control Charts stand.
Parallel arbeitete Burtz als Produzent und Autor verschiedener Künstler wie Toto & Harry, Gaby Köster, Rötger Feldmanns Werner, Hans Werner Olm oder Bodo Bach. Er fungierte außerdem als Manager des weltweit erfolgreichen Kinderprojekts Schnappi und für den Comedian Jan Böhmermann.